# Felix Guse

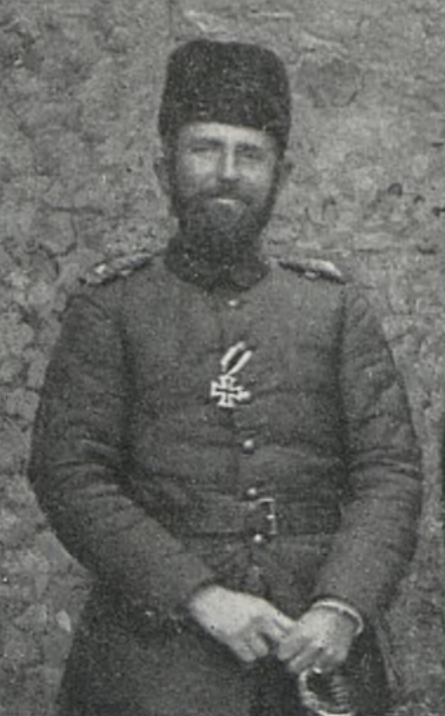
Felix Guse (1915)

Felix Guse war ein deutscher Oberstleutnant, Schriftsteller und Zeuge des armenischen Völkermordes.

## Leben
Guse diente im Infanterie-Regiment 149 in Schneidemühl, wo er am 18. November 1898 zum Unterleutnant ernannt wurde. 1901 wurde er in die Gesellschaft für Erdkunde zu Berlin aufgenommen. Im selben Jahre wurde er zur Kriegsakademie kommandiert. Am 17. Februar 1903 erfolgte seine Beförderung zum Oberleutnant. Am 22. März 1907 erhielt er das Patent zum Hauptmann, wonach er in das Infanterie-Regiment „Generalfeldmarschall von Mackensen“ (3. Westpreußisches) Nr. 129 in Graudenz versetzt wurde. 1913 wurde er in den Generalstab des Gouvernements Köln versetzt.
Während des Ersten Weltkrieges war Guse, bis dahin ein Major, ein teilnehmender Offizier an der deutschen Militärmission im Osmanischen Reich. Er wirkte so als türkischer Oberstleutnant ab 1914 als Chef des Generalstabes der 3. Osmanischen Armee an der Kaukasusfront unter Mahmud Kâmil Pascha. In dieser Position durchlebte er die Verfolgung der lokalen armenischen Bevölkerung, schloss sich aber vollends der türkischen Begründung an, dass die Armenier eine Bedrohung seien. Unter seiner Aufsicht fanden die meisten Deportationen statt, was ihn zum Mittäter im armenischen Völkermord machte. 
Ende 1915 reiste Guse, der an Typhus erkrankte, wieder nach Deutschland, um sich zu erholen. Dies stellte ein großes Problem für die osmanische Armee dar, da Guse der letzte deutsche Generalstabsoffizier an der Kaukasusfront gewesen war und so bei der Schlacht von Erzurum nicht anwesend sein konnte. Am 23. Februar 1916 erreichte er wieder die Front, konnte aber weitere Niederlagen nicht verhindern. Nach dem Frieden von Brest-Litowsk verblieb er noch bis Ende 1917 an der Kaukasusfront.
Zurück in Deutschland kam er in den Generalstab der Heeresgruppe Mackensen. Nach Kriegsende führte er den Rang eines Oberstleutnants und schied 1920 aus der Armee aus.
Anschließend studierte er Rechtswissenschaften und promovierte 1923 mit dem Thema Die Gründung einer AG, die Kapitalserhöhung und die Kapitalsherabsetzung in den skandinavischen Aktiengesetzen im Vergleich mit den Bestimmungen des deutschen HGB.

## Werke (Auswahl)
- Der Armenieraufstand 1915 und seine Folgen. In: Wissen und Wehr, Heft 10/1925, S. 609–621.
- China, Ereignisse und Zustände: eine Skizze. Georg Stilke, 1937.
- Die Kaukasusfront im Weltkrieg bis zum Frieden von Brest. Koehler & Amelang, 1940
- Vorderasien. In: Abhandlungen der Deutschen Gesellschaft für Wehrpolitik und Wehrwissenschaften, Folgen 10, 1943, S. 530–536.
- Die Türkei. Koehler & Amelang, 1944.